# Кротовское сельское поселение (Тюменская область)
Кротовское се́льское поселе́ние — муниципальное образование в Аромашевском районе Тюменской области Российской Федерации.
Административный центр — село Кротово.

## История
Статус и границы сельского поселения установлены Законом Тюменской области от 5 ноября 2004 года № 263 «Об установлении границ муниципальных образований Тюменской области и наделении их статусом муниципального района, городского округа и сельского поселения».

## Население
| 2010 | 2011 | 2012 | 2013 | 2014 | 2015 | 2016 |
| ---- | ---- | ---- | ---- | ---- | ---- | ---- |
| 717  | ↘713 | ↘682 | ↘659 | ↘627 | ↘605 | ↘592 |
| 2017 | 2018 | 2019 | 2020 | 2021 | 2023 |      |
| ↘585 | ↘555 | ↘542 | ↘520 | ↘502 | ↘478 |      |

## Состав сельского поселения
| № | Населённый пункт | Тип населённого пункта       | Население |
| - | ---------------- | ---------------------------- | --------- |
| 1 | Вилкова          | деревня                      | ↘138      |
| 2 | Кротово          | село, административный центр | ↘479      |
| 3 | Усть-Лотовка     | деревня                      | ↘100      |